# 康斯坦丁·费定
康斯坦丁·亚历山大罗维奇·费定（俄語：Константи́н Алекса́ндрович Фе́дин，1892年2月24日—1977年7月15日），俄国、苏联作家，其作品多以革命时期的新旧冲突和知识分子的命运为主题，代表作品有《城与年》等。

## 生平
费定的父亲是萨拉托夫的一名文具店老板。费定自幼爱好文学和艺术，但他父亲认为这是不务正业，所以送他进莫斯科商业学院学习经济。1914年毕业后，又被送到德国深造。第一次世界大战爆发后，费定回国，归途中被德国当局作为敌侨扣留；十月革命胜利后，他受聘担任苏维埃政府驻德使馆翻译。1918年回国参加布尔什维克党，并在红军服役，反击过尤登尼奇军队的进攻。
尽管父亲反对，费定还是坚持着自己进行文学创作的志向。在当地当报刊编辑时，他创作了许多政论、特写和短篇小说，其中小说《基谢尔叔叔》(1919)和《果园》（1920）受到赞赏。1920年在彼得格勒，他认识了马克西姆·高尔基，后来写了长篇回忆录《高尔基在我们中间》(1937～1942)，详细记述了两人长期亲密的友谊。1921年费定受到扎米亚京的影响，参加“同路人”文学团体“谢拉皮翁兄弟”。团体中的作家赞同革命，但强调要保持作家的创作自由。不过费定既不同意其中某些成员的全盘西化的主张，也不同意固守俄国传统的观点。
在高尔基的鼓励下，费定创作了剧本《巴枯宁在德累斯顿》，分析了从学术研究到号召革命的转变期的米哈伊尔·巴枯宁的复杂心理。1923-1926年费定在斯摩棱斯克地区旅行搜集素材，1926年发表了三篇故事组成的集子《脱兰士瓦》，描写了新经济政策时期一个富农通过自己的文化背景控制普通农民，发展生产的场景，这让他遭到了评论界的攻击。《城与年》中，他以自己滞留德国的经历为基础，反映了知识分子面对革命变动时的心理变化。在《兄弟们》里他强调必须和革命保持一定距离才能创作出好作品，这两部长篇都被列入苏联文学第一批重要长篇之中。
20年代末和30年代，费定曾多次到德、法、意、瑞士等国访问和疗养。先后发表了长篇小说《欧洲的掠夺》(1933～1936)，从一个苏联记者的视角观察西方社会，作品对资本主义社会的缺点作了广泛深刻的揭露，但有描写过多，不够生动的缺陷。1941年至1945年费定参加了蘇德戰爭。这期间创作的剧本《感情的考验》（1942）和大量短篇、特写，充满爱国主义热忱。战争结束后，以《消息报》记者的身份出席1945至1946年纽伦堡审判，写了特写集《纽伦堡的审判》(1946)。
费定在战后的创作基本和苏共中央号召的社会主义现实主义写作风格一脉相承，集中体现在他的两部曲长篇《早年的欢乐》（1945）和《不平凡的夏天》（1947～1948），写青年知识分子在十月革命时期的遭遇和转变。塑造了伊兹维柯夫和腊高静两个血肉丰满的布尔什维克形象，并描写了认为艺术的生命是为群众服务，和强调纯艺术的两种艺术家的命运。小说画面广阔，描写真实，人物个性鲜明，被认为是当代苏联文学中优秀的长篇小说，获得1949年度斯大林奖金一等奖。
费定于1958年当选为苏联科学院院士。1959年起担任苏联作家协会书记处第一书记。他曾在解冻时期多次发表演说，批评战后苏联文学创作中某些固步自封、狭隘简单、粗制滥造的倾向，强调“打开窗户”，提高创作的思想性和艺术性。1961年开始陆续发表的《篝火》是《早年的欢乐》和《不平凡的夏天》的续篇，叙述主人公在30年代及苏德战争时期的遭遇，描写了腊高静担任重要职位后的官僚主义，为求自保对伊兹维柯夫的冤案置若罔闻，但直到费定去世也未完成。1967年费定被授予社会主义劳动英雄称号。1971年起任苏联作家协会主席团主席。